# 荷包山桂花
荷包山桂花（学名：Polygala arillata），为远志科远志属下的一个变种。

## 扩展阅读
維基物種上的相關：荷包山桂花